# テイショーン・ウォルトン
テイショーン・ウォルトン（TayShaun Walton、2005年1月29日 - ）は、バージニア州エンポリア出身のプロ野球選手（外野手）。右投右打。MLBのフィラデルフィア・フィリーズ傘下所属。

## 経歴
2023年のMLBドラフト4巡目(全体130位)でフィラデルフィア・フィリーズから指名された。